# ビッグオーダー
『ビッグオーダー』は、えすのサカエによる日本の漫画。『月刊少年エース』（角川書店）にて2011年11月号から連載開始。作風としては前作『未来日記』の系統を継承した少年漫画。異次元から現れた謎の存在によって力を得た超能力者の戦いを描いている。第1巻から第6巻までが第一部にあたり、第二部は2014年10月号から2016年9月号まで連載。2016年10月号に、エピローグが掲載された。
2015年10月にOVA化された後、同じスタッフ・担当声優でテレビアニメが2016年4月より6月まで放送された。

## あらすじ
これは世界の滅亡からはじまる物語。
天草市の男子高校生・星宮エイジには、ある秘密があった。それは10年前、謎の少女・DAISYに世界支配を願ったことで最強の能力者（オーダー）となり、その力を暴走させて世界を滅亡寸前にまで追い込んでしまったのである。大破壊で両親を失ったエイジは能力と正体を隠して普通の生活を送りながら、不治の病にかかっている妹・瀬奈への見舞いを日課としていた。大破壊後、世界に能力者は2000人以上にまで増え、各地で災いをもたらしていた。特に被害の酷かった日本は独自の統治能力を喪失したため、国連暫定統治機構によって支配されており、九州は暫定統治機構の支部である太宰府政庁とその軍隊によって、治安を維持されていた。
そんなある日、高校に転校してきた美少女・紅鈴に、エイジは一目惚れをしてしまう。住むアパートが一緒であるとわかり幸運に思ったのも束の間、不意を突かれてエイジは鈴に刺殺されそうになる。鈴は太宰府政庁所属の軍人にして不死の力を持つ能力者であり、大破壊で死んだ両親の仇を討つため、エイジを狙っていたのである。
戦いの中、かつて自分が「世界支配」を望んだのは世界を破壊するためではなく、平和にするためであったことを思い出したエイジは、決意を新たに再び「世界支配」を成功させて世界を革新させることを宣言する。
エイジは手始めにその能力で鈴を支配し、「エイジの領土から一生出ないこと」「エイジとその妹を傷つけないこと」を約束させるが、もののはずみで「鈴を伴侶にする」という命令も下してしまう。うろたえるエイジとは裏腹に、鈴は「エイジの側にいればいつかは彼を始末できる」と喜ぶ。はたして世界は、そして2人の運命はどうなるのか。

## 登場人物
※声優はアニメのもの。

### 主要人物
星宮 エイジ（ほしみや エイジ）
声 - 森田成一、三上枝織（幼少期）
本作の主人公。九州地区天草市の高校に通う男子高校生。10年前に「世界支配」を望み、世界を崩壊の一歩手前にまで追い込んだ。
10年前までは、テレビ番組の主人公であるダイアクジャーに憧れていた。ダイアクジャーは世界支配を目的とし、そのために巨悪として追われるが、彼の本当の目的は世界の統一による平和だったため、自身がダイアクジャーのようになることを願ったが、力を暴走させて世界を破壊し、両親も死なせてしまった。その後、ショックによって自分が願ったのが「世界の滅亡」であったと勘違いし、やる気のない高校生活を送っており、余命半年と宣告された妹の瀬奈が逝去するまで、凡庸な兄を演じられればよいと考えていた。だが、自分を仇と狙う鈴との戦いの最中、願いが平和のための「世界支配」であったことを思い出し、再度世界の支配を宣言する。その後は、妹の救命と世界の支配を遂げるため、果敢な性格となる。
能力者による新世界確立を目論む太宰府政庁の十人衆によって、九州独立戦争のリーダーに無理矢理指名されてしまう。「世界支配」という目的を共有すること、妹が政庁のフラン中尉によって延命されていることから、渋々この指名を受け入れ、十人衆を支配下に置いて、まずは山口県侵攻による本土上陸を目指すことになった。
アニメ版では、ゲートから神が出現。デイジーの協力により、本領発揮のオーダーでゲートを閉じると同時に崩壊した世界を元に戻し、すべてのオーダーを消滅させた。その後、世界を破壊したのは星宮機関にして、星宮源内が首謀者ということで世界に情報が広まり、その世界を救ったヒーローということになっている。
拘束する支配者（バインドドミネイター）
自身が歩いた場所を「領土」とし、領土上に入ったものを、無機物・有機物に関わらず完全に物理的に支配する（重力・空気抵抗といったものも支配可能）。支配した対象は物理法則を無視して命令、操作できる。弱点は、生物の心までは支配できない、オーダーを意識的に命じる前に攻撃された場合には対処できない、能力発動中ならば命令形になる言葉全てが命令として認識され、エイジの本意ではない命令も実行される場合がある。そのため力が暴走しないよう、DAISYによって、領土範囲が1万分の1に抑えられている。
願いは「世界支配」。化身は身体中を包帯のようなものでぐるぐる巻きにされた怪物。身体中にアンカーをぶら下げている。
支配者＋霊視エンジン（ドミネイターアドオンれいしエンジン）
壱与の能力と合体させた姿。一手先の未来をラグなしで予知する。支配者の化身に三日月型の兜飾りとヒゲのようなものがつき、ややマッシブになる。
支配者＋魔手（ドミネイターアドオンマジックハンド）
殺人の能力と合体させた姿。領土外であっても200mまでなら飛ばした手で掴んで支配することができる（最大6体）。支配者の化身にマスクがつき、背中から6本の腕が生える。
記憶の盗掘者（イリーガルディガー）
エイジ本来の能力。エイジ自身と瀬奈のみを対象とし、記憶と能力を奪うことができる。
願いは「瀬奈の罪を自分が被る」。
拘束する支配者＋再生（バインドドミネイターアドオンリバース）
鈴の能力と合体させた姿。領土内の敵を燃やし、仲間を癒す。範囲効果能力。化身は再生の炎が支配者と同じように包帯で巻かれた姿。

紅 鈴（くれない りん）
声 - 三上枝織
本作のヒロインの1人。紅がかったピンク色のツインテールに、花のコサージュを付けた転校生の美少女。その正体は軍人で、太宰府政庁の少尉。武器は日本刀。後述の事情からエイジを両親の仇と認識し、強烈な殺意を持つが、日が経つに連れてその感情は好意的感情に変化していく。
10年前の大破壊で起きた火災によって両親を失い、自身も瀕死の大火傷を負う。一家心中かと思っていたときにDAISYに「再生」を願い、不死能力を手に入れた。本来の偵察任務を放棄してエイジを殺害しようとするが、逆にエイジの能力によって支配され、「伴侶」にされてしまう。その後も能力の裏をかいて何度もエイジを殺そうとするが、やや頭が悪いせいもあり、毎回失敗して自滅してしまう。
エイジを殺すのはあくまで自分であると主張し、フラン中尉と再戦しようとするエイジにアドバイスをしたり、エイジ殺害のため共闘を申し出る平景清の誘いを断ったりしている。
広島で羽鳥とすれ違い、彼に｢拘束する支配者｣を解かれ、エイジと戦うようにけしかけられ、「男に尻尾を振るチョロい女か!」とエイジの左腕を刎ね、合流してきた壱与と弁慶まで切りつけるが義経に腕の欠損と負傷を復元され、エイジに引き止められるがアッカンベーして逃走。
アニメ版の終盤では、瀬奈に鈴の刀で刎ねられたエイジの左腕の欠損を｢再生の炎｣で復元し、星宮兄妹への今までの暴挙を泣いて謝り、エイジとキスを交わして合体して、源内とリターンマッチした。
再生の炎（リバースファイア）
不死・再生の能力。能力者が致命傷となる傷を負った際、自動的に治癒する。意識的にオーダーを命じることで、自身の再生速度を早めたり、他者や無機物を再生させたりすることが可能。ただし、古い傷や病気などを治すことはできない。
願いは「再生」。化身は炎に包まれ、眼帯をした骸。
再生の炎＋霊視エンジン（リバースファイアアドオンれいしエンジン）
壱与の能力と合体させた姿。予知と癒しの力を併せ持つ炎を生む。化身は再生の炎に陰陽型のギャグボールと目隠しがついた姿。

星宮 瀬奈（ほしみや せな）
声 - 久野美咲
本作のヒロインの1人。エイジの妹で、兄とは仲睦まじい。エイジの父・星宮源内の再婚相手の連れ子であるため、血の繋がりはない。太宰府政庁の行ったオーダー適性検査はE－（不適格）。
世界にも数例で治療成功例が皆無の珍しい白血病にかかっており、エイジの伯父が経営する星宮総合病院に入院していた。余命半年と宣告されており、エイジはこのことを伏せていたが、それとなく知っていたようだ。エイジに対してはかなりの独占欲を持つ。
フラン中尉によって太宰府政庁に人質として拘禁され、彼の時間停止能力によって意識と病状の進行を止められている。
実は10年前に世界の滅亡を願った張本人であり、エイジのバインドドミネーターはそもそも彼女の能力であった。世界を滅ぼしてしまった彼女を救うことを願ったエイジの本来の能力であるイリーガルディガーによって記憶と能力を奪われて10年を過ごしていたが、一連の事件によって頭部に取り憑いていたディガーが排除されたことで記憶を取り戻した。その後、自身を助けに来たエイジを刀で刺した末に突き放し、その後は自分が世界を滅ぼした張本人であることを世界中に暴露した後、葉鳥ら何人かの能力者を連れ、世界を破滅させるためのクーデターを開始する。これらの行動の真意を壱与は不思議がっていたが、最終戦にて瀬奈の深層心理に潜り込んだことで、「世界に憎まれる悪人となった自分を殺させる事で、エイジを世界を救った英雄に仕立て上げる」という真の目的をエイジに伝えた。
アニメ版ではゲートから神が出現と同時に、エイジに救出され彼のオーダーによって神は消滅。原作のような世界を破滅させるという行動はなく、オーダー消滅後はエイジや鈴と壱与と共に普通の女の子として過ごしている。
真拘束する支配者（バインドドミネイター・ゼロ）
エイジから奪い返した瀬奈本来の能力。エイジが使っていたものと同じであるが、命令の強制力はこちらの方が上である。
願いは「家族とずっといっしょにいられますように」。化身も目元がマスクで見えなくなっている以外はエイジと同じ。健気で曖昧な願いだった故に全てを支配するほど強力な能力が生まれ、それを幼い瀬奈が制御出来なかったために大破壊が起きた。

### 願いを叶える者
DAISY（デイジー）
声 - 三咲麻里
10年前より、世界各地に突如出没し、特定の人々の願いを聞き入れて、それに応じた能力を与える謎の存在。銀色の長髪に、星型の瞳をした少女の姿をしている。飄々とした性格。一人称は「余」で、「- のサ」という語尾が口癖。現れる際には常に逆さま。
その出自・目的は全くの謎。自身では「願いを叶える『妖精』みたいなもの」と表現している。エイジの願いに強い興味を持っているらしく、たびたび接触を行う。
星宮 源内（ほしみや げんない）
声 - 鶴岡聡
異空間においてDAISYと会話を行う謎の人物。DAISYと同様に星形の瞳を持つ。DAISYに対しては敬語を用い、エイジがフラン中尉に勝つ方法を聞こうとする。
その正体はエイジの父。エイジと同じ支配系の能力を持ち、対象に触れて命じることによって発動する（支配された人物は右目が星形の瞳になる）。DAISY曰くラスボスであり、能力者がはびこる先に何があるかを知る人物。
神魂命の抹殺のために葉鳥を能力のバイパス役として支配下に置き、偶然出会ったエイジを無数の顔のようなもので形作られた触手で拘束、自身のいる空間に引きずり込もうとするが、現れた義経により阻止される。
MINDSET（マインドセット）
支配系の能力。半径2m以内の、源内が触れたものの心を操作する。操作後は離れても効果が持続する。
願いは「人を支配し実験を成功させる」。化身は無数の顔のようなもので形作られた触手。

### 太宰府政庁
国連暫定統治機構の九州支部。12世紀まで太宰府に存在した政庁の建造物を、大破壊後に復元し、九州支配の拠点として使用している。「十人衆」と呼ばれる能力者が最高幹部であるが、彼らは能力者こそが世界を導く存在であると信じ、能力者を頂点とする新世界の確立を企んでいる。そのために、エイジを半ば脅迫する形でリーダーに仕立て上げ、九州の国家としての独立を宣言して全世界に宣戦布告した。元々は星宮源内と戦うために結成された組織であり、源内同様に能力者がはびこる先に何があるか知っている。

#### 十人衆
太宰府政庁の最高幹部であり、その全員が強力な能力者である。新世界を作るために、自らの意志でエイジの支配下に置かれるが、必ずしも全員が完全なる忠誠を誓っているわけではないが、源内打倒には利害の一致ということで共に戦ってくれている。
不破 雷同（ふわ らいどう）
声 - 宮本充
「一の手」。階級は中佐。誕生日は1月2日。血液型O型。
黒子のような装束を着る男。顔を布で隠しているので素顔は不明。
休戦協定（スリーピングシープ）
戦闘行為を強制的に終了させる能力。
願いは「平和」。化身は大きな羊頭の仏像。
鳴神 弁慶（なるかみ べんけい）
声 - 立木文彦
「二の手」。階級は中佐。誕生日は2月24日。血液型O型。
武蔵坊弁慶のような姿をした豪快な大男。エイジを九州独立旗揚げのリーダーとして期待しているらしく、妹を救うためにフラン中尉と善戦したエイジに合格点を与え、以降も彼に対して協力的。義経と共に、十人衆の中では高い発言権を持つ。
荒御魂（バトルーオン）
対象を必ず原子レベルに粉砕する能力。
願いは「最強である事」。化身は仁王像。
柊 義経（ひいらぎ よしつね）
声 - 立花慎之介
「三の手」。階級は十人衆の中では最上位の大佐。十人衆の参謀を務める。誕生日は3月28日。血液型AB型。
長髪の美男子。当初はエイジに対して慇懃無礼な態度を取り、九州独立のリーダー就任を懇願したが、エイジにそれが懇願ではなく事実上の脅迫であることを見抜かれると、エイジに支配者としての才能がなければ傀儡の王として扱うと一笑に付した。
以降、その言葉通りにエイジを世界侵略のための駒として使い、「人を傷付けることを恐れて逃げているお前には傀儡がお似合い」と彼に言い放ったことも。
DAISYと共に異空間に住まう男と面識がある様子。
鷽替え神事（ファクトトゥフィクション）
霊鳥『鷽』を操り、現実を嘘に替える能力。ただし、効果範囲は10メートルに限られる。例としてエイジの「全ての行動を禁ずる」というオーダーを嘘として「全ての行動を許可する」に変え無効化する、負わされた傷を嘘として無かったことにする、など応用範囲は広い。
願いは「この世界の否定」。いつも右肩に乗せている霊鳥『鷽』が化身。
壱与（いよ）
声 - 田所あずさ
本作のヒロインの1人。「四の手」。階級は中尉。誕生日は4月12日。血液型A型。
真っ赤な和服を着た巫女で、神宝『蜂比礼』というウサギの耳のようなリボンを着けている（入浴中でも外さない）。
神職の家系であり、「頭に付けているリボンに触れられると子供ができる」と父親から男除けに嘘を教えられてきた。
後述の能力にてエイジを見つけ出し、さらにエイジを旦那とする未来を知って以降、彼に惚れている。そして出雲でエイジに自分の気持ちを告白し、十人衆の中でもっとも協力的に行動してくれだけでなく、鈴に対して激しい恋のライバル関係になっている。
満天の星読み人（スターシーカー）
100％当たる占いの紙が作られる能力。この100％は「占いをしなかった場合」という意味で、予知という形で一度観測してしまった以上、必ず当たるわけではない。直近の占いほど100％と言っていいほど正確で、遠い未来ほど不確定要素が混ざる（但し、それでも92％以上の高確率）。
願いは「霊験を得る」。化身は陰陽の太極図をあしらった巨大なおみくじ。いくら修行をしても霊験が得られず、修得できるよう願った結果、能力者となった。「エイジとの未来を顕現して想像妊娠する」など、壱与が感極まった場合には予知内容が現実のものとなる副次能力もある。また、頭のリボンにダウンジングやセンシングの力を与えている。
根原 大系（ねはら たいけい）
声 - 平松広和
「五の手」。階級は少佐。医療部所属。誕生日は5月6日。血液型O型。
スキンヘッドにゴーグルをした中年男性。オネエ言葉で話す。
自己犠牲爆弾（アポトーシスボム）
ただ一度だけ、自身の命と引き換えに対象を確実に破壊する能力。
願いは「全てを救う」。化身は触手を生やし釘で貫かれた巨大な目玉。
ローリン・ライト
声 - 石井真
「六の手」。階級は大尉。誕生日は6月30日。血液型B型。
飛行用ゴーグルとヘッドフォンを身に着けている青年。飛行機の模型を手に遊んでいることが多い。
一人称が「me」、二人称が「You」など、台詞の一部を英語にした独特の喋り方をする。
弁慶・壱与と同様、十人衆の中ではエイジに対して協力的。
Skyfish Free（スカイフィッシュフリー）
飛行能力。
願いは「空を飛ぶ事」。化身は飛行機。

草木 国土（そうもく こくど）
声 - 若本規夫
「七の手」。階級は大尉。誕生日は7月24日。血液型A型。
葉のついた木の枝のような顔をした人物。
正体不明で何を考えているのか分からない。
原始の大樹海（プライマルガジュマルゾーン）
植物操作能力。
願いは「自然を再生したい」。
源 寧々（みなもと ねね）
声 - 内田彩
「八の手」。階級は少佐。誕生日は8月12日。血液型B型。
口数が少なくあまり喋らない少女。
クールで何事にもあまり動じず、少し毒舌的。
並行世界の眠り姫（パラレルワールドドアノック）
夢の世界を支配する能力。支配中の人間には目印のウサギの人形が取りつく。
願いは「ずっと眠っていたい」。化身はモノクルをしたタキシードスーツのウサギ一匹と、その周りで踊る複数の小さなウサギ。

久能 マリ（くのう マリ）
声 - 早見沙織
「九の手」。階級は中佐。戦術部所属。誕生日は9月16日。血液型AB型。
義経直属の側近である眼鏡の女性。強気の性格で弁が立つ。
義経同様にエイジを駒として扱っているが、従兄弟・健吾（声 - 木村希美）の命を救ってくれた彼を（口には出さないが）感謝したことも。
歪曲する怪光線（カーブレイ）
光を操る能力。レーザーを操るなど、非常に汎用性が高い。
願いは「光を見たい」。化身は四足獣の獣の姿をしたロボット。
寸断 殺人（すんだん あやひと）
声 - 林勇
「十の手」。階級は少佐。誕生日は10月31日。血液型AB型。
痛烈な物言いで、他人に対して容赦ない態度を取る青年。だが何故かエイジを慕っている。
口癖は「クソヤロー」。後述の理由から、常に鎮痛薬を服用している。
山口侵攻作戦にて国連のスパイであることが明かされたが、実は義経の命で活動する二重スパイだった。
密室の殺人教唆（マーダーズルーム）
空間移動能力。発動が高負荷であるため、鎮痛薬を服用して痛みを抑えている。そのため、能力の乱発が出来ない。
願いは「密室でとある人間を殺したい」。化身はジッパーを開ける巨大な2本の手。元々はその不穏な願いを叶えるための能力だったが、その事実を知るのは一部の人間のみ。

#### その他の構成員
アブラアン・ルイ・フラン
声 - 新垣樽助
太宰府政庁の中尉。サングラスバイザーをかけた男性。
絶対時計（クロノグラフキャリバー）
任意の物体の時間を停止させる能力。ただし同時に停止できる対象は3つまで。
願いは「時を止めてでも守りたい人がいる」。化身は3本の手が生えた針時計。

### 国連暫定統治機構
葉鳥 半蔵（はとり はんぞう）
声 - 置鮎龍太郎
公安部の、能力者関係の案件を扱う第六課に所属。右目に眼帯を付けている。
最初は失踪中の神魂命を保護する任務を負って、神魂命の情報を持つヒカリを白獅子組から奪還するために咬竜組の殴り込みに参加。しかし、真の目的は神魂命およびそれと繋がる人物全ての抹殺であり、能力で両極道を相打ちさせ、標的の情報を引き出すためにヒカリを連れ去り、支配した鈴と共に退却した。
エイジと同じ支配系の能力者と思われていたが、真相は星宮源内の能力をバイパスするための駒であり、ただの一般人。
松平 不昧（まつだいら ふまい）
声 - 大川透
出雲を統治する、公安第六課の能力者。
超浸水（アイソトニックウォーター）
水流を操る能力。水はそれ自体が化身であり、支配系の能力を受け付けない。
願いは「治水」。化身は半魚人。
柳生 十兵衛（やぎゅう じゅうべえ）
声 - 稲田徹
公安の能力者で、盲目の侍。
次元両断（ディメンションソード）
次元を超えて両断する能力。認識した対象に次元を超えて斬撃を飛ばす他、空間そのものを裂いてワープゲートを作ることも可能。エイジとの再戦時は二刀流を操る。
願いは「世界を切る」。刀身自体が能力の化身である。
百鬼 百太郎（ひゃっき ももたろう）
声 - 岩田光央
公安第六課の能力者。星宮瀬奈奪還作戦より登場。
百鬼夜行（オーガドライブ）
百体の鬼を身体に宿し、使役する能力。鬼のような強靭な体力・腕力を持つ。鬼は百太郎の身体で構成されており、自身を分解することもできる。
願いは「悪を倒す」。鬼自体が化身。
本間 Ｑ（ほんま キュー）
声 - 檜山修之
公安第六課の能力者。奈良に攻め入った久能マリと交戦する。顔も分からないヤバそうな人物であったが、空から突入してきたエイジによって玉砕。自分の姿も力で再現したもので、能力が消えたことで本来の姿が露わとなった。
幻惑世界（ワンダラーセンス）
感覚操作の能力。半径200m程度の中にいるものの感覚を狂わせる。
願いは「他人を自分色に染めたい」。
亥川 清志郎（いがわ きよしろう）
国連日本大使。潜入捜査中のエイジらと接触し、反能力者領域発生装置を持つ。通称『ガトリング亥川』。

### その他
磯部首相
声 - 平松広和
日本の総理大臣。髪の薄い小柄な中年男性。
平 景清（たいらの かげきよ）
声 - 原田ひとみ
山口を統括する能力者。元・墓守り。武器は槌。褐色肌でミニスカート姿のポニーテールの女性。紐パンを履いている。
女性だが一人称は「僕」。同性愛者であり、任務の際に接触した鈴に好意を抱き、彼女を「姉御」と呼んで慕う。
エイジの支配を受けているため、九州勢力に滞在している。
猛々しき石神（ヘヴィロックスター）
墓石を操り、巨像を形作って操作する能力。また、人を石化させることもできる。
願いは「恨みを残して死んだ者たちの無念を晴らす」。化身は巨大な石の塊で出来た人型の化け物。

咬竜組（こうりゅうぐみ）
広島を取り仕切る極道の1つ。構成員は、若衆頭の坂井、大男の矢野、など。
足玉 義雄（たるたま よしお）
咬竜組の組長。ヒカリの祖父。神魂命とは古い馴染み。
足玉 ヒカリ（たるたま ヒカリ）
咬竜組組長の孫娘。玉付きのリボンでツインテールにしている。広島弁。
核無効化能力を持ち、それを目当てに、寧々の能力を使って太宰府政庁が誘拐。後、鈴に連れられ広島に戻るも道中で白獅子組に拉致され、さらに失踪中の神魂命と最後に連絡を取った人物であったため、神魂命の命を狙う国連公安部六課に情報を引き出すため連れ去られるが、最終的に助け出される。

白獅子組（しろじしぐみ）
広島を取り仕切る極道の1つ。咬竜組とは抗争中。
白拍子 黒子（しらびょうし くろこ）
声 - 浅野まゆみ
島根に住む、難病を治癒する高齢の能力者とされていたが、年若い女性の姿をしている。ヒカリの電話友達で、咬竜組組長の古い馴染み。
神魂命（カミムスビ）
化身に生命力を与えて使役する能力。化身は人格を持ち、七福神の名前と姿を取る。
願いは不明。

優也
瀬奈に能力を与えられた高校1年の男子。腕盗り様事件の犯人。
交換する大鋏（ピッグスニッパー）
身体のパーツを交換する能力。化身は大きな蟹。
氷使い
氷を操る能力でエイジたちを攻撃する。
安倍 晴明（あべの はるあき）
元公安の能力者。日本の犯罪者オーダーの半数を殺害した経歴を持つ。瀬奈に付き従う。
名称不明
紙を操る能力。
アルフレッド・ベル
フランの戦友。瀬奈に付き従う。
流動する爆弾魔（リキッドボマー）
液体状の爆弾を操る能力。化身は液体爆弾の入ったボンベを背負う人型。
モロスケ
瀬奈に作られた能力者。瀬奈に付き従う。
最終審判（ファイナルジャッジ）
賭けの結果を両者に強制する能力。化身はテナガザルのような怪人。

## 用語
オーダー
十年前に起きた「大破壊」といわれる現象と同時期に出現した能力者。
自分の「願い」を「能力」に変える者で、世界に約2000人ほどいると言われている。その能力は謎の存在、DAISY（デイジー）によって与えられた。
化身
オーダーが、自分の「願い」のために使う「能力」を、実際に実行する存在。
なお、化身の能力は他のオーダーの化身自体には効かない。
大破壊
物語の開始十年前、エイジの能力が暴走した結果、世界を滅亡寸前まで追い込んだ現象。
実際はエイジの妹の瀬奈が起こしたもので、エイジは能力と記憶を奪う事で瀬奈を庇い、自分の記憶すらも改竄した。

## 書誌情報
- えすのサカエ 『ビッグオーダー』 角川書店〈角川コミックス・エース〉、全10巻
  1. 2011年12月21日発売 ISBN 978-4-04-120091-9
  2. 2012年6月21日発売 ISBN 978-4-04-120246-3
  3. 2012年12月21日発売 ISBN 978-4-04-120522-8
  4. 2013年7月23日発売 ISBN 978-4-04-120779-6
  5. 2014年2月26日発売 ISBN 978-4-04-121011-6
  6. 2014年8月26日発売 ISBN 978-4-04-102016-6
  7. 2015年2月26日発売 ISBN 978-4-04-102785-1
  8. 2015年10月26日発売 ISBN 978-4-04-102871-1
    - オリジナルアニメ付きBlu-ray限定版 2015年10月3日発売 ISBN 978-4-04-102872-8

  9. 2016年3月26日発売 ISBN 978-4-04-104098-0
  10. 2016年9月26日発売 ISBN 978-4-04-104793-4

## アニメ
| 監督                          | 鎌仲史陽                    |
| シリーズ構成・脚本            | 高山カツヒコ                |
| キャラクターデザイン          | 小島智加                    |
| 3Dモデリング プロップデザイン | 江田恵一                    |
| イメージボードデザイン        | 上津康義                    |
| 美術監督                      | 青山直樹                    |
| 美術設定                      | 長澤順子                    |
| 色彩設定                      | 福谷直樹                    |
| 撮影監督                      | 武原健二                    |
| CGディレクター                | 河村遼                      |
| 編集                          | 伊藤潤一                    |
| 音響監督                      | 鶴岡陽太                    |
| 音楽                          | Evan Call                   |
| 音楽制作                      | ランティス                  |
| 音楽プロデューサー            | 斎藤滋、吉江輝成 臼倉竜太郎 |
| プロデューサー                | 伊藤敦                      |
| プロデューサー                | 平松巨規（アニメーション）  |
| アニメーション制作            | asread.                     |
| 製作                          | ビッグオーダー製作委員会    |

まず、2015年10月3日発売の単行本第8巻限定版にOVAを収録したBDが同梱された。制作は『未来日記』と同じくアスリードが担当。収録時間は25分、トールケース仕様、別バージョンのカバー仕様の単行本第8巻が封入されること、一部スタッフも発表されたほか、原作のストーリーをベースに少し変わった構成・演出をしているオリジナル展開になるという。作品は24のパートで構成されたマルチシナリオ方式で製作され、次シナリオは自動的に選択される。そのため、1回視聴しただけでは全容を把握できないようになっている。
2015年10月26日発売の単行本第8巻通常版の帯や同日のニュースサイトにてテレビアニメ化が発表され、2016年4月から同年6月までTOKYO MXほかにて放送された。スタッフや担当声優はOVAと同じであり、OVAで先行して描かれた内容も改めて描かれるが、一部のエログロ描写についてはテレビ放送版では修正によって見えなくされている。原作の第1部を全10話でアニメ化するという尺の都合からおおむね1話につき原作の1巻分を消費する構成となっているため、アニメ化されなかった要素や変更された部分が散見されており、結末もほぼアニメオリジナルとなっている。
なお、「作品協力」として天草宝島観光協会、太宰府市役所、北九州フィルムコミッションがクレジットされている。

### 製作
監督の鎌仲史陽によれば、アニメ化の企画が立ったのは2014年辺りだった。原作の開始当初から「いずれアニメ化するだろうな」と思っていた鎌仲は、エイジがストレートな熱血漢ではない点に着目し、「『未来日記』とは毛色を変えたつもりだった」という原作者のえすのサカエに対し、「ストーリーのどんでん返し感」を本作との共通点に挙げている。
アニメ化は原作の物語の進み具合すら不明な段階で決まったが、えすのはアニメ化に合わせて物語を終わらせるつもりはなかった。そのため、戸惑った鎌仲はシリーズ構成・脚本の高山カツヒコと話し合ったが、実作業に入るころにはアニメとしてラストを考えられるところまで原作が進んだため、助かったという。
鎌仲との打ち合わせについては、えすの曰く「勘所がわかってくれている」という高山が『未来日記』から続投していることもあり、「作品のキモである『少年マンガらしさ』とか『プロレス感』みたいな部分をちゃんと共有できているな」と感じたえすのは、本作をゲーム『スーパーロボット大戦』に例え、「いろんな技を持ったキャラクターが出てきてぶつかり合う、ガチャガチャした面白さを出せればいいな」と考えたそうである。
能力の説明については、原作での発動時に入る説明文をアニメでそのまま表示すると白けると思った鎌仲が悩んだ末、アクション的な気持ち良さを優先して表示しないことになったが、その代用としてえすのの発案による前口上が追加された。また、鎌仲はキャラクターの中にある衝動を殺さないよう、感情が出るところは表現を強くするなど調整する一方、声優の演技にも気を配っており、直接的な表現以外の部分で艶っぽさが出るようにしているという。
ラストは少しだけ原作とは変えてあるうえ、前述のOVAはテレビアニメの伏線になっているそうである。

### 主題歌
OVA
「檄」
作詞 - YUI / 作曲 - 紫煉、Gight / 編曲 - 紫煉、Gight、橘尭葉、妖精帝國 / 歌 - 妖精帝國

テレビアニメ
オープニングテーマ「DISORDER」
作詞 - YUI / 作曲 - 橘尭葉 / 編曲 - 橘尭葉、妖精帝國 / 歌 - 妖精帝國
第1話ではエンディングで使用。
エンディングテーマ「毀レ世カイ終ワレ」（第2話 - ）
作詞・作曲・歌 - 畑亜貴 / 編曲 - 加藤達也

### 各話リスト
| 話数   | サブタイトル                                  | コンテ            | 演出       | 作画監督                                                 | 総作画監督 |
| ------ | --------------------------------------------- | ----------------- | ---------- | -------------------------------------------------------- | ---------- |
| OVA    | -                                             | 鎌仲史陽          | 鎌仲史陽   | 小島智加、渡辺佳奈子                                     | -          |
| 第1話  | オーダー！ 目覚めろ、悪の力！ BIG destruction | 鎌仲史陽          | 鎌仲史陽   | 岡田万衣子、小島智加 渡辺佳奈子                          | -          |
| 第2話  | オーダー！ 走れ、迷うな！ BIG examination     | 広嶋秀樹 鎌仲史陽 | 広嶋秀樹   | 渡辺佳奈子                                               | -          |
| 第3話  | オーダー！ 計略遂行！ BIG strategy            | 上坪亮樹          | 上坪亮樹   | 吉岡毅、高木弘樹 岸本誠司、加藤優 山岡信一               | -          |
| 第4話  | オーダー！ 怨嗟の中へ！ BIG grudge            | 葛谷直行          | 葛谷直行   | 山本善哉                                                 | 平山英嗣   |
| 第5話  | オーダー！ 忘れるな、願い！ BIG betrayal      | 伊藤達文          | 山本天志   | 稲津辰宣、高橋敦子                                       | 小島智加   |
| 第6話  | オーダー！ つなげ、魂！ BIG connect           | 岡村正弘          | 備前克彦   | 渡邊慶子、濱口頌平 竹村南、小嶌エリナ 長尾未来、阿曽仁美 | 小島智加   |
| 第7話  | オーダー！ 守れ、信念！ BIG belief            | 国崎友也          | 国崎友也   | 岡田万衣子、塚田ひろし 岡田豊広、平馬浩司 吉田肇         | -          |
| 第8話  | オーダー！ 急げ、戦地へ！ BIG battle          | 久保山英一        | 久保山英一 | 山本彩、高木弘樹 岸本誠司、加藤優                        | 平山英嗣   |
| 第9話  | オーダー！ 暴け、真実！ BIG revelation        | 岡村正弘          | 岡村正弘   | 扇多恵子、日下岳史                                       | 渡辺佳奈子 |
| 第10話 | オーダー！ 戦え、己を信じて！ BIG distortion  | 鎌仲史陽          | 鎌仲史陽   | 小島智加、平山英嗣                                       | -          |

### 放送局
| 放送期間                | 放送時間                     | 放送局      | 対象地域 | 備考                  |
| ----------------------- | ---------------------------- | ----------- | -------- | --------------------- |
| 2016年4月16日 - 6月18日 | 土曜 1:40 - 2:10（金曜深夜） | TOKYO MX    | 東京都   |                       |
|                         |                              | KBS京都     | 京都府   |                       |
| 2016年4月17日 - 6月19日 | 日曜 3:00 - 3:30（土曜深夜） | BS11        | 日本全域 | BS放送 / 『ANIME+』枠 |
| 2016年4月18日 - 6月20日 | 月曜 0:00 - 0:30（日曜深夜） | チバテレ    | 千葉県   |                       |
|                         |                              | tvk         | 神奈川県 |                       |
|                         |                              | テレ玉      | 埼玉県   |                       |
|                         | 月曜 0:30 - 1:00（日曜深夜） | サンテレビ  | 兵庫県   |                       |
|                         | 月曜 1:50 - 2:20（日曜深夜） | 熊本放送    | 熊本県   | 作品の舞台地          |
|                         | 月曜 2:35 - 3:05（日曜深夜） | TVQ九州放送 | 福岡県   | 作品の舞台地          |
| 2016年4月20日 - 6月22日 | 水曜 0:00 - 0:30（火曜深夜） | 岐阜放送    | 岐阜県   |                       |
| 2016年4月21日 - 6月23日 | 木曜 1:20 - 1:50（水曜深夜） | 三重テレビ  | 三重県   |                       |

### BD / DVD
発売元・販売元はKADOKAWA。Blu-rayはBlu-ray BOX仕様で各BOX5話収録で全2巻。DVDは各巻2話収録で全5巻となっている。
| 巻 | 発売日        | 収録話         | 規格品番  |
| -- | ------------- | -------------- | --------- |
| 1  | 2016年7月29日 | 第1話 - 第5話  | KAXA-7391 |
| 2  | 2016年9月30日 | 第6話 - 第10話 | KAXA-7392 |

| 巻 | 発売日         | 収録話         | 規格品番   |
| -- | -------------- | -------------- | ---------- |
| 1  | 2016年7月29日  | 第1話 - 第2話  | KABA-10478 |
| 2  | 2016年8月26日  | 第3話 - 第4話  | KABA-10479 |
| 3  | 2016年9月30日  | 第5話 - 第6話  | KABA-10480 |
| 4  | 2016年10月28日 | 第7話 - 第8話  | KABA-10481 |
| 5  | 2016年11月25日 | 第9話 - 第10話 | KABA-10482 |

### ラジオドラマ
『TVアニメ「ビッグオーダー」後日談的オリジナルオーディオドラマ』は、2016年4月16日（4月15日深夜）から6月18日（6月17日深夜）まで配信されていたオーディオドラマ。TOKYO MXで本アニメが放送された後の毎週土曜2時10分（金曜深夜）にランティスウェブラジオにて更新。アニメ各話のオリジナルサイドストーリーを配信。キャストはアニメの主要声優陣が務める。